# جيم موراي (صحفي)
جيم موراي (بالإنجليزية: Jim Murray)‏ هو صحفي أمريكي، ولد في 29 ديسمبر 1919 في هارتفورد في الولايات المتحدة، وتوفي في 16 أغسطس 1998 في لوس أنجلوس في الولايات المتحدة بسبب نوبة قلبية.